# Anne Boonchuy
Anne Savisa Boonchuy è la protagonista della serie animata Disney Channel Anfibia. All'inizio della serie, Anne è una normale ragazza umana americano-thailandese che, nel giorno del suo tredicesimo compleanno, viene teletrasportata magicamente nel mondo di Anfibia con le sue amiche Sasha e Marcy, dove viene accolta da una famiglia di rane antropomorfe. Nel corso della storia, Anne è progressivamente coinvolta dalle vicissitudini politiche del regno, che la portano a mettere in discussione sé stessa e le sue amicizie. In originale è doppiata da Brenda Song, mentre in italiano da Elena Perino.
Il personaggio ha avuto un'ottima accoglienza, con lodi riservate alla sua caratterizzazione, all'interpretazione vocale di Song e alla sua evoluzione nel corso della serie.

## Concezione e sviluppo
Il creatore della serie, Matt Braly, ha concepito la protagonista della serie con l'intenzione di darle un arco narrativo gratificante, similmente al personaggio di Pacifica Northwest in Gravity Falls. Originariamente Anne e le sue amiche avrebbero dovuto avere quindici anni, ma tale età è stata ridotta a tredici per adattarsi al target demografico della serie; per questo motivo, Anne compie spesso azioni riconducibili a una liceale, come guidare e avere lavori part-time. Il design di Anne è stato leggermente influenzato dalla protagonista titolare di Pepper Ann, essendo Braly un fan della serie; invece, per il concept della forma potenziata assunta da Anne, si è preso spunto dai Super Saiyan del franchise di Dragon Ball. Un'ulteriore ispirazione per la caratterizzazione di Anne è stata la nonna di Braly quando era giovane.
Nelle prime bozze di James Turner, Anne aveva una pelle più chiara, capelli blu e un abbigliamento casual. Nei concept art successivi di Joe Sparrow, Anne aveva capelli più mossi e una personalità noiosa sulla Terra. Presentava anche vari possibili abbigliamenti prima di quello ufficiale, tra cui una giacca SJMS e una maglietta più lunga. Inizialmente, Anne avrebbe dovuto avere entrambe le scarpe, di cui una rotta, quando sarebbe stata trasportata ad Anfibia.
Brenda Song è stata annunciata come voce ufficiale di Anne il 27 marzo 2019. Secondo Braly, Song ha improvvisato alcune battute durante le registrazioni.

## Caratterizzazione

### Aspetto fisico
Anne è una ragazza alta e magra, di origine thailandesi, con la pelle scura. Ha i capelli castani corti e arruffati, dai quali spuntano foglie e un rametto dovuti al brusco atterraggio ad Anfibia. Quando torna sulla Terra nella terza stagione, i capelli tornano puliti, salvo sporcarsi nuovamente quando torna ad Anfibia.
Per la maggior parte della serie, Anne indossa la sua uniforme scolastica, consistente in una gonna e una maglia color malva e una camicia grigio-azzurra con lo stemma della scuola. Ha calze bianche e una sola scarpa da ginnastica gialla e bianca, avendo perso l'altra all'arrivo ad Anfibia.

### Personalità
Anne è descritta come coraggiosa, egocentrica, ribelle ed energica, ma anche con un lato bizzarro. Pur essendo un'appassionata di cultura pop, in particolar modo di film, serie tv e manga, abbraccia anche le sue radici etniche e la cultura thailandese. Ha un forte attaccamento per il suo telefono, che usa spesso per guardare programmi tv e giocare durante la sua permanenza ad Anfibia. Nonostante l'incoscienza che spesso la caratterizza, soprattutto all'inizio della storia, spesso sa dare buoni consigli agli altri.
Nel corso della prima stagione, Anne ha nostalgia di casa e trasmette ai Plantars molti dei suoi hobby e delle sue passioni terrestri, come la pizza, i gatti, le serie tv, le coppie sentimentali, la cucina thailandese e la danza.

### Rappresentazione thailandese
Anne è la prima protagonista thailandese-americana di una serie animata. Braly, che è lui stesso thailandese-americano, ha dato tale caratteristica alla protagonista perché desiderava più personaggi thailandesi nelle serie tv; ha affermato che fosse la "priorità numero uno" che Anne avesse radici thailandesi, così che i bambini thailandesi-americani potessero sentirsi rappresentati. La terza stagione, che è ambientata in gran parte sulla Terra, esplora l'eredità thailandese di Anne, soprattutto un episodio ambientato in un tempio Wat a Los Angeles. Braly ha detto che la rappresentazione del tempio è "abbastanza accurata", in quanto per lui era importante trasporre in modo corretto la cultura thailandese.
Il cognome di Anne, Boonchuy (in thailandese: บุญช่วย), si traduce approssimativamente in "colei che incoraggia o compie buone azioni" nella lingua thailandese, che è in linea con la sua personalità ed evoluzione. Il suo secondo nome, Savisa, deriva dalla cugina di Braly, Savisa Bhumiratana.

## Biografia del personaggio
Anne è l'unica figlia dei signori Boonchuy, due immigrati thailandesi, con cui vive a Los Angeles. Fin da piccola ha due migliori amiche, Sasha Waybright e Marcy Wu. Crescendo, l'amicizia delle tre diventa piuttosto squilibrata, in quando Sasha assume la tendenza di controllare e manipolare le altre due, Marcy si appassiona al fantasy e Anne si fa trascinare dalle amiche a compiere diversi atti trasgressivi che spesso la mettono nei guai.
Un giorno, Anne viene convinta da Sasha e Marcy a fare uno scherzo a scuola. La preside convoca le ragazze e rimprovera Anne per il suo comportamento, osservando che, nonostante le sue doti, preferisce non applicarsi mai a fondo per seguire sempre "la strada più semplice". Le assegna quindi il compito di scrivere un tema in cui esporre chi vuole essere e cosa vorrebbe fare nella vita.
Il giorno dopo, quello del tredicesimo compleanno di Anne, quest'ultima viene convinta da Sasha a ritardare il rientro a casa (dove la famiglia l'aspetta per i festeggiamenti) per raggiungere Marcy, la quale ha individuato in un negozio di antiquariato un misterioso carillon con incastonate delle gemme preziose come regalo per il compleanno di Anne. Sospinta da Sasha e Marcy, Anne lo ruba; quando le tre lo aprono, vengono teletrasportate magicamente nel mondo di Anfibia, che ha l'aspetto di un'isola tropicale selvaggia e paludosa, abitata da anfibi antropomorfi e creature minacciose. All'arrivo, le tre si ritrovano separate.

### Prima stagione
Dopo aver passato cinque giorni all'addiaccio, Anne incontra e fa amicizia con Sprig Plantar, un ranocchio di dieci anni che la conduce dalla sua famiglia - il nonno Hop Pop e la sorella minore Polly - e al suo villaggio, Wartwood. I Plantar si offrono di ospitare Anne nel loro seminterrato e, con il passare del tempo, Anne lega sempre di più con loro, tanto da diventare un membro aggiuntivo della famiglia. Inizialmente i cittadini di Wartwood sono diffidenti nei suoi confronti, ma la accettano quando lei rischia la vita per difenderli dalle angherie dei violenti rospi creditori del sindaco. Qualche tempo dopo, Anne si riunisce con Sasha, ma scopre che è diventata un'alleata dei rospi, i quali intendono giustiziare Hop Pop per le sue affiliazioni politiche passate. Anne, resasi anche conto di quanto Sasha fosse stata manipolativa nei suoi confronti per tutta la durata della loro amicizia, si ribella a lei e la combatte. Nello scontro, le due rischiano di precipitare da una torre e Sasha si sacrifica lasciandosi cadere per impedire ad Anne di fare la stessa fine, salvo venire salvata all'ultimo dal capitano Grime, leader dei rospi, che la porta via con sé. Anne è devastata dall'accaduto, ma si ripromette di sistemare le cose tra loro in futuro.

### Seconda stagione
Anne e i Plantar lasciano Wartwood per dirigersi a Newtopia, la capitale di Anfibia, per cercare risposte su come Anne sia arrivata lì e su come possa tornare a casa. In città, Anne si riunisce con Marcy, sorprendendosi come, nonostante la sua goffaggine, si sia molto ben integrata, e lei li presenta al re Andrias, che accetta di aiutarle. Durante la sua permanenza in città, Anne riconosce che soffre la mancanza dei genitori e, parlando con Marcy, accetta il fatto che Sasha, pur preoccupandosi sinceramente per loro, le ha sempre manipolate. Si scopre che il carillon magico (chiamato "Calamity Box"), per riportare le ragazze a casa, deve essere ricaricato. Tornati a Wartwood, Anne scopre che Hop Pop le ha mentito al riguardo, in quanto lo ha nascosto perché aveva letto che fosse un artefatto estremamente pericoloso. La ragazza si arrabbia con Hop Pop, sebbene comprenda maggiormente le sue azioni quando lui le spiega di aver agito per proteggere Sprig e Polly, temendo gravi ripercussioni su di loro. Anne e i suoi amici superano con successo le tre prove necessarie per recuperare le gemme che servono per ricaricare il tempio ma, a loro insaputa, parte del potere della seconda gemma viene infuso in Anne. Sasha torna dalle amiche, aiutandole nel completare i tempi e affermando di essere cambiata; Anne inizialmente ha dei sospetti, ma finisce per credere nel suo cambiamento.
Il gruppo riporta la Calamity Box a re Andrias, ma Sasha e Grime cercano di fare un colpo di Stato con i rospi, prima di essere fermati da Anne e dai suoi alleati. Re Grimes rivela però che l'artefatto, andando perduto anni addietro, era stato usato per secoli dalla famiglia reale per colonizzare e sterminare altri mondi, e Andrias intende ricominciare. Emerge anche che Marcy conosceva le possibili proprietà magiche del carillon, ragion per cui aveva suggerito di rubarlo con le amiche in quanto temeva di separarsi da loro a causa del trasferimento dei genitori, sperando di poter andare in un mondo dove vivere e rimanere sempre insieme. Nella colluttazione che ne segue, Andrias cerca di uccidere Sprig gettandolo fuori dalla finestra; credendo di aver perso l'amico, per il dolore e la rabbia Anne manifesta i poteri assimilati dalla seconda gemma. Marcy salva Sprig e apre un portale per fuggire, ma, prima che possa entrarci a sua volta, Andrias la trafigge al petto con la sua spada infuocata. Anne e i Plantars vengono teletrasportati a Los Angeles.

### Terza stagione
Anne si riunisce con i genitori e presenta loro i Plantar, che vengono ospitati a casa Boonchuy. I genitori sono colpiti nel notare che Anne è maturata significativamente e che mostra apprezzamento per tutto quello che hanno fatto per lei. Dopo che un robot inviato da Andrias attacca lei e i Plantar, Anne realizza di poter usare ancora il potere della gemma, ma decide di non usufruirne perché le consuma le energie. Inizialmente la ragazza non rivela ai genitori i dettagli della sua fuga da Anfibia, con l'intenzione di proteggerli, ma poi confessa loro la verità, ricevendo il loro supporto. A Natale, Anne scrive delle lettere anonime ai genitori di Sasha e Marcy, promettendo loro di riportare le figlie a casa.
Anne saluta nuovamente i genitori e torna ad Anfibia con i Planter, trovando il regno in rovina. Si riuniscono con Sasha, la quale si è messa a capo della popolazione di Wartwood con Grime per dirigere una resistenza contro Andrias; Sasha cerca di cedere il comando ad Anne, ammettendo di avere paura che possa rovinare ancora il loro rapporto se mantiene una posizione di potere, ma Anne la rassicura dicendole che ha fiducia nel suo cambiamento e che Sasha è la persona più adatta a guidare la resistenza. Anne combatte e sconfigge Andrias con l'aiuto dei suoi alleati, mentre Sasha libera Marcy dal controllo dell'entità Nucleo. Le tre amiche si ricongiungono, perdonandosi gli errori commessi.
Il Nucleo riesce a sopravvivere e comincia a sospingere la luna verso Anfibia con l'intenzione di distruggere il regno. Anne, Sasha e Marcy decidono di adempiere a un'antica profezia di Mamma Proteo che le riguarda e, assunti i poteri delle gemme, volano per cercare di fermarla. Non riuscendoci, Anne sceglie di ricorrere all'estremo tentativo di raccogliere tutte le gemme insieme per sfruttare un potere nascosto, pur sapendo che ciò può essere fatto da una sola persona, che perderà la vita. Dopo un ultimo addio a Sasha, Marcy e Sprig, Anne si sacrifica assorbendo il potere delle gemme e distruggendo la luna e il Nucleo.
Anne si sveglia in un luogo mistico, dove incontra il Guardiano delle Gemme; colpito dal suo gesto, le offre di sostituirlo come nuovo guardiano, ma Anne rifiuta sostenendo di essere ancora un'adolescente, pertanto non ha ancora la saggezza per vegliare sull'universo. Il Guardiano accetta di riportare Anne in vita attraverso un nuovo corpo identico a quello precedente e afferma che tornerà a chiederle di prendere il suo posto tra 78 anni, quando Anne morirà. 
Anne torna in vita e si ricongiunge ai suoi amici; le gemme possono permettere l'apertura di un ultimo portale, quindi Anne, Sasha e Marcy devono dire addio agli abitanti di Anfibia e tornano sulla Terra. Anne lascia il suo cellulare a Sprig come regalo. In onore della ragazza, nove mesi dopo viene eretta una statua al centro di Wartwood.
Dieci anni dopo la battaglia finale, Anne è diventata un'erpetologa e lavora all'Acquario del Pacifico; non ha dimenticato Anfibia, e ha nominato una piccola rana Sprig in onore del suo amico. Durante la crescita Anne, Sasha e Marcy si sono allontanate, ma hanno mantenuto i contatti e si ritrovano per festeggiare il compleanno di Anne.

## In altri media
- Nell'episodio Il sacrificio di King di Aspirante strega, Camila Noceda sta leggendo sul tablet un articolo relativo alla scomparsa di Anne (con annessa una sua foto) riferendosi a lei come "una ragazza persa nella terra delle rane"; l'articolo mette in dubbio tale storia, ritenendola una bufala.
- Anne appare in versione chibi nella serie animata Chibiverse.[42]

## Accoglienza
Il personaggio di Anne è stato accolto molto positivamente. Pio Nepomuceno di Screen Rant l'ha descritta come una "adolescente gentile ma irresponsabile desiderosa di compiacere i suoi amici anche a sue spese".  Anche Dave Trumbore di Collider ha elogiato Anne, pur ritenendo "un po' affrettata" la sua amicizia con Sprig.